# Drepanogynis ellipsis
Drepanogynis ellipsis là một loài bướm đêm trong họ Geometridae.